# Katoomba
Katoomba är en stad i Australien. Den ligger i kommunen City of Blue Mountains och delstaten New South Wales, i den sydöstra delen av landet, omkring 85 kilometer väster om delstatshuvudstaden Sydney.
Katoomba är det största samhället i trakten. 
I omgivningarna runt Katoomba växer i huvudsak städsegrön lövskog. Runt Katoomba är det ganska tätbefolkat, med 56 invånare per kvadratkilometer. Genomsnittlig årsnederbörd är 1 149 millimeter. Den regnigaste månaden är februari, med i genomsnitt 214 mm nederbörd, och den torraste är juli, med 26 mm nederbörd.